# Кора (Паредеш-де-Кора)
Кора (порт. Coura) — район (фрегезия) в Португалии, входит в округ Виана-ду-Каштелу. Является составной частью муниципалитета Паредеш-де-Кора. По старому административному делению входил в провинцию Минью. Входит в экономико-статистический субрегион Минью-Лима, который входит в Северный регион. Население составляет 420 человек на 2001 год. Занимает площадь 5,60 км².